# Zakaria Bakkali
Zakaria Bakkali (Liège, 26 de janeiro de 1996) é um futebolista belga que atua como ponta-esquerda. Atualmente, joga no Rooms Katholieke Combinatie Waalwijk.
Ele é bastante conhecido por se tornar o mais jovem jogador da Eredivisie de todos os tempos a marcar um hat-trick, com a idade de 17 anos e 196 dias.

## Carreira

### PSV Eindhoven
Depois de iniciar sua carreira futebolística nas academias de juventude do Royal Football Club de Liège e mais tarde do Standard Liège, Bakkali transferiu-se para o PSV Eindhoven dos Países Baixos com 12 anos de idade.
Em 30 de julho de 2013, Bakkali fez a sua estréia pelo PSV Eindhoven contra o Zulte Waregem num jogo de qualificação da UEFA Champions League. Zakaria Bakkali estreou na Eredivisie contra o ADO Den Haag no jogo da abertura da temporada no dia 3 de Agosto.
Em 7 de agosto de 2013, marcou o seu primeiro gol como profissional no jogo de volta da eliminatória da Liga dos Campeões contra o Zulte Waregem numa vitória por 3–0.
Em 10 de agosto de 2013, ele marcou um hat-trick na vitória por 5–0 sobre o NEC Nijmegen no Philips Stadion, tornando-se o jogador mais jovem a marcar um hat-trick na história da Eredivisie.
Em 2014, Bakkali estava pronto para a mudança para o Atlético de Madrid por uma taxa de cerca de 2-3 milhões de euros, mas o movimento caiu completamente. Após a mudança falhou, o interesse da Premier League começou a subir durante toda a temporada 2014–15. Depois de rejeitar um novo contrato do PSV Eindhoven, Bakkali foi expulso da equipe principal, com o acordo de vendê-lo na janela de transferências de inverno. O Celtic ofereceu cerca de 750 mil libras no último dia de transferências mas foi recusado pelo PSV Eindhoven.

### Valencia
Em 6 de julho de 2015 mudou-se para o Valência CF com um contrato válido por cinco temporadas. Estreou contra o Werder Bremen em 11 de julho de 2015 na final da Copa Audi Quattro.
Marcou seu primeiro gol pelo Valencia em 31 de outubro de 2015, na vitória por 3–0 sobre o rival Levante.

## Seleção Belga
O treinador da Seleção Belga, Marc Wilmots selecionou-o para o amistoso contra a França. Devido a uma lesão no treino no dia antes do jogo, ele ficou fora dos planos para o Bélgica x França. Com a sua dupla nacionalidade e sem internacionalizações completas, tinha a opção de jogar na Selecção de Marrocos, mas optou pela Bélgica quando se qualificou para o Mundial de Futebol de 2014 no Brasil. Foi chamado à selecção da Bélgica a Outubro de 2015 para o jogo contra a Andorra nas eliminatórias para o Euro 2016 na França.

## Estatísticas
Atualizado até 25 de fevereiro de 2017.

### Clubes
| Equipe            | Temporada         | Campeonato nacional | Campeonato nacional | Copa nacional | Copa nacional | Competições continentais | Competições continentais | Total | Total |
| Equipe            | Temporada         | Jogos               | Gols                | Jogos         | Gols          | Jogos                    | Gols                     | Jogos | Gols  |
| ----------------- | ----------------- | ------------------- | ------------------- | ------------- | ------------- | ------------------------ | ------------------------ | ----- | ----- |
| PSV Eindhoven     | 2013–14           | 16                  | 3                   | 2             | 0             | 6                        | 1                        | 24    | 4     |
| PSV Eindhoven     | Total             | 16                  | 3                   | 2             | 0             | 6                        | 1                        | 24    | 4     |
| PSV Eindhoven II  | 2013–14           | 1                   | 0                   | –             | –             | –                        | –                        | 1     | 0     |
| PSV Eindhoven II  | 2014–15           | 5                   | 1                   | –             | –             | –                        | –                        | 5     | 1     |
| PSV Eindhoven II  | Total             | 6                   | 1                   | –             | –             | –                        | –                        | 6     | 1     |
| Valencia          | 2015–16           | 16                  | 1                   | 3             | 0             | –                        | –                        | 19    | 1     |
| Valencia          | 2016–17           | 12                  | 1                   | 3             | 1             | –                        | –                        | 15    | 2     |
| Valencia          | Total             | 28                  | 2                   | 6             | 1             | –                        | –                        | 34    | 3     |
| Total na carreira | Total na carreira | 50                  | 6                   | 8             | 1             | 6                        | 1                        | 64    | 8     |